# アレックス賞
アレックス賞（アレックスしょう、Alex Awards）は、「12歳から18歳のヤングアダルトに特に薦めたい大人向けの本10冊」に1年に1度送られる賞。主催は、アメリカ図書館協会のヤングアダルト図書館サービス協会 (YALSA) 。全米図書館協会が年に1度発表する、年間ベストのヤングアダルト部門に一致するが、同部門はヤングアダルト部門を奨励するためにより多くの作品がリスト化されている。YALSAは他にも「……の10冊」をいくつか発表している。
賞の名はボルチモアの司書マーガレット・アレクサンダー・エドワーズ（通称：アレックス）にちなみ、マーガレット・アレクサンダー・エドワーズ・トラストと、協会が発行するレビュー雑誌Booklist がスポンサーを務める。1998年に前年に出版された本のリストから受賞作が選ばれ、2002年からYALSAが運営している。ニール・ゲイマンは2度選ばれた唯一の作家である。
日本の作品では、2015年に湊かなえの『告白』が選ばれている。

## 受賞者・受賞作

### 1998年 - 1999年
1998年
- デイヴィッド・ボダニス The Secret Family: Twenty-four Hours inside the Mysterious Worlds of Our Minds and Bodies
- リック・ブラッグ All Over but the Shoutin'
- レベッカ・キャロル Sugar in the Raw: Voices of Young Black Girls in America
- カリン・クック What Girls Learn
- ピート・ハミル Snow in August
- セバスチャン・ユンガー 『パーフェクト・ストーム――史上最悪の暴風に消えた漁船の運命』（原題：The Perfect Storm: A True Story of Men against the Sea ）
- ジョン・クラカワー 『空へ――エヴェレストの悲劇はなぜ起きたか』（原題：Into Thin Air: A Personal Account of the Mt. Everest Disaster ）
- ヴェルマ・マイア・トマス Lest We Forget: The Passage from Africa to Slavery and Emancipation
- ドーン・ターナー・トライス Only Twice I've Wished for Heaven
- コニー・ウィリス 『犬は勘定に入れません――あるいは、消えたヴィクトリア朝花瓶の謎』（原題：To Say Nothing of the Dog; or, How We Found the Bishop's Bird Stump at Last ）

1999年
- キャロライン・アレグザンダー 『エンデュアランス号――シャクルトン南極探検の全記録』（原題：The Endurance: Shackleton's Legendary Antarctic Expedition ）
- ジェイムズ・F・ボイラン Getting In
- アンディ・ドミニク Needles
- ジョン・ギルストラップ 『希望への疾走』（原題：At All Costs）

- ジェシー・リー・カーシェヴァル Space
- スティーヴ・クルーガー Last Days of Summer
- ロバート・シルヴァーバーグ 『ファンタジイの殿堂 伝説は永遠に』（原題：Legends: Stories by the Masters of Modern Fantasy ）
- キム・スタンリー・ロビンソン 『南極大陸』（原題：Antarctica ）
- エスメラルダ・サンティアゴ Almost a Woman
- ダンジー・セナ Caucasia

### 2000年 - 2004年
2000年
- デヴィッド・ブレシアーズ High Exposure: An Enduring Passion for Everest and Unforgiving Places
- オースン・スコット・カード 『エンダーズ・シャドウ』（原題：Ender's Shadow ）
- ブレナ・クラーク River, Cross My Heart
- エズメ・ラジ・コデル Educating Esmé: Diary of a Teacher's First Year
- ジョナサン・スコット・フカ The Reappearance of Sam Webber
- ニール・ゲイマン 『スターダスト』（原題：Stardust ）
- リンダ・グリーンロウ 『わたしは女、わたしは船長』（原題：The Hungry Ocean: A Swordboat Captain's Journey ）
- エルヴァ・トレヴィノ・ハート Barefoot Heart: Stories of a Migrant Child
- ケント・ハルフ Plainsong
- コニー・ポーター Imani All Mine

2001年
- ダリン・ストラウス Chang and Eng: A Novel
- ラリー・コルトン Counting Coup
- ジュリエット・マリリアー Daughter of the Forest
- アラン・ワット 『ダイアモンド・ドッグス』（原題：Diamond Dogs ）
- ジェイムズ・ブラッドリー & ロン・パワーズ 『硫黄島の星条旗』（原題：Flags of Our Fathers ）
- トレイシー・シュヴァリエ 『真珠の耳飾りの少女』（原題：Girl with a Pearl Earring ）
- ナサニエル フィルブリック 『復讐する海――捕鯨船エセックス号の悲劇』（原題：In the Heart of the Sea: The Tragedy of the Whaleship Essex ）
- ベン・シャーウッド The Man Who Ate the 747
- ギリアン・ブラッドショー The Sand Reckoner
- ジューン・ジョーダン Soldier: A Poet's Childhood

2002年
- ジェラルディン・ブルックス 『灰色の季節をこえて』（原題：Year of Wonders: A Novel of the Plague ）
- ウィリアム・ドイル An American Insurrection: The Battle of Oxford, Mississippi
- デヴィッド・アンソニー・デュラム Gabriel's Story
- バーバラ・エーレンライク 『ニッケル・アンド・ダイムド――アメリカ下流社会の現実』（原題：Nickel and Dimed: On (Not) Getting by in Boom-Time America ）
- レイフ・エンガー 『ギボンの月の下で』（原題：Peace Like a River
- コビー・クルーガー The Wilderness Family: At Home with Africa's Wildlife
- ドナ・モリッシー 『キットの法』（原題：Kit's Law ）
- メル・オドム The Rover
- ヴィネエッタ・ヴィジャヤラガーヴァン Motherland
- レベッカ・ウォーカー Black, White, and Jewish: Autobiography of a Shifting Self

2003年
- リンダ・バリー One! Hundred! Demons!
- パット・コンロイ 『失われた季節』（原題：My Losing Season ）
- ティモシー・フェリス 『スターゲイザー』（原題：Seeing in the Dark ）
- ジャスパー・フォード 『文学刑事サーズデイ・ネクスト1―ジェイン・エアを探せ！』（原題：The Eyre Affair ）
- メアリー・ローソン Crow Lake
- ブライアン・マロイ The Year of Ice
- ジュリー・オオツカ 『天皇が神だったころ』(2002), 復刊『あのころ、天皇は神だった』(2018)（原題：When the Emperor was Divine ）
- アン・パッカー 『クローゼン桟橋のさざ波』（原題：The Dive from Clausen's Pier ）
- マーサ・サウスゲート The Fall of Rome
- ヨゼフ・ワイズバーグ 10th Grade

2004年
- アマンダ・デイヴィス Wonder When You'll Miss Me
- マーク・ハッドン 『夜中に犬に起こった奇妙な事件』（原題：The Curious Incident of the Dog in the Night-Time ）
- カーレド・ホッセイニ 『カイト・ランナー』（原題：The Kite Runner ）
- オードリー・ニッフェネガー 『タイムトラベラーズ・ワイフ』（原題：The Time Traveler's Wife ）
- ZZ・パッカー Drinking Coffee Elsewhere
- メアリー・ローチ 『死体はみんな生きている』（原題：Stiff: The Curious Lives of Human Cadavers ）
- マーク・サルツマン 『プリズン・ボーイズ――奇跡の作文教室』（原題：True Notebooks ）
- マルジャン・サトラピ 『ペルセポリス』（原題：Persepolis ）
- ジャクリーン・ウィンスピア 『夜明けのメイジー』（原題：Maisie Dobbs ）
- バート・イェーツ Leave Myself Behind

### 2005年 - 2009年
2005年
- スティーヴ・アーモンド Candyfreak: A Journey through the Chocolate Underbelly of America
- リン・コックス Swimming to Antarctica: Tales of a Long-Distance Swimmer
- ブレンダン・ハルピン Donorboy
- ロバート・カーソン 『シャドウ・ダイバー――深海に眠るUボートの謎を解き明かした男たち』（原題：Shadow Divers ）
- ケント・メイヤーズ Work of Wolves
- アン・パチェット Truth & Beauty: A Friendship
- ジョディ・ピコー 『わたしのなかのあなた』（原題：My Sister's Keeper ）
- キット・リード Thinner Than Thou
- ジム・シェパード 『14歳のX計画』（原題：Project X ）
- ロバート・サリヴァン Rats: Observations on the History and Habitat of the City's Most Unwanted Inhabitants

2006年
- ジュディ・フォン・ベイツ Midnight at the Dragon Café
- カリシャ・ブッカノン Upstate
- ニール・ゲイマン 『アナンシの血脈』（原題：Anansi Boys ）
- グレゴリー・ギャロウェイ As Simple As Snow
- カズオ・イシグロ 『わたしを離さないで』（原題：Never Let Me Go ）
- A・リー・マルティネス Gil's All Fright Diner
- スーザン・パルウィック The Necessary Beggar
- ナンシー・ローレス My Jim
- ジュリア・シアーズ Jesus Land: A Memoir
- ジャネット・ウォールズ 『ガラスの城の約束』（原題：The Glass Castle: A Memoir ）

2007年
- ジョン・コナリー 『失われたものたちの本』（原題：The Book of Lost Things ）
- アイヴァン・ドイグ 『口笛の聞こえる季節』（原題：The Whistling Season ）
- マイケル・ドルソ Eagle Blue: A Team, A Tribe, and A High School Basketball Season in Arctic Alaska
- サラ・グルーエン 『サーカス象に水を』（原題：Water for Elephants ）
- パメラ・カーター・ジョーン Floor of the Sky
- ジョン・ハマムラ Color of the Sea
- マイケル・ルイス 『ブラインド・サイド アメフトがもたらした奇蹟』（原題：The Blind Side: Evolution of a Game ）
- デイヴィッド・ミッチェル Black Swan Green
- ロン・ラッシュ The World Made Straight
- ダイアン・セッターフィールド 『13番目の物語』（原題：The Thirteenth Tale ）

2008年
- マシュー・ポリー American Shaolin: Flying Kicks, Buddhist Monks, and the Legend of Iron Crotch: An Odyssey in the New China
- マット・ラフ 『バッド・モンキーズ』（原題：Bad Monkeys ）
- ジェフ・ルミール Essex County Volume 1: Tales from the Farm
- コン・イガルデン Genghis: Birth of an Empire
- アリン・カイル The God of Animals
- イシメール・ベア 『戦場から生きのびて ぼくは少年兵士だった』（原題：A Long Way Gone: Memoirs of a Boy Soldier ）
- ロイド・ジョーンズ 『ミスター・ピップ』（原題：Mister Pip ）
- パトリック・ロスファス 『風の名前 キングキラー・クロニクル 第1部』（原題：The Name of the Wind ）
- トーマス・マルトマン The Night Birds
- リサ・ラッツ 『門外不出 探偵家族の事件ファイル』（原題：The Spellman Files ）

2009年
- デイヴィッド・ベニオフ 『卵をめぐる祖父の戦争』（原題：City of Thieves ）
- マイクル・スワンウィック The Dragons of Babel
- ゾーイ・フェラリス Finding Nouf
- ハンナ・ティンティ The Good Thief
- スティーヴン・キング 『夜がはじまるとき』『夕暮れをすぎて』（原題：Just After Sunset: Stories ）
- ヒラリー・ジョーダン Mudbound
- トッド・タッカー Over and Under
- スティーヴン・ブルーム The Oxford Project
- トビー・バーロウ Sharp Teeth
- テレサ・レベック Three Girls and Their Brother

### 2010年 - 2014年
2010年
- ウィリアム・カムクワンバ & ブライアン・ミーラー 『風をつかまえた少年 14歳だったぼくはたったひとりで風力発電をつくった』（原題：The Boy Who Harnessed the Wind: Creating Currents of Electricity and Hope ）
- メグ・ローゾフ The Bride's Farewell
- ロン・カリー・ジュニア Everything Matters!
- デイヴィッド・フィンケル 『兵士は戦場で何を見たのか』（原題：The Good Soldiers ）
- ダイアナ・ウェルチ & リズ・ウェルチ The Kids Are All Right: A Memoir
- レヴ・グロスマン The Magicians
- ピーター・ロック My Abandonment
- ゲイル・キャリガー 『アレクシア女史、倫敦で吸血鬼と戦う』（原題：Soulless ）
- デイヴィッド・スモール 『スティッチ あるアーティストの傷の記憶』（原題：Stitches: A Memoir ）
- ケヴィン・ウィルソン 『地球の中心までトンネルを掘る』（原題：Tunneling to the Center of the Earth ）

2011年
- DC・ピアソン The Boy Who Couldn't Sleep and Never Had To
- リズ・マレー 『ブレイキング・ナイト ホームレスだった私がハーバードに入るまで』（原題：Breaking Night: A Memoir of Forgiveness, Survival, and My Journey from Homeless to Harvard ）
- ジーン・クヮク Girl in Translation
- ピーター・ボグナニ The House of Tomorrow
- スティーヴ・ハミルトン 『解錠師』（原題：The Lock Artist ）
- エイミー・ベンダー 『レモンケーキの独特なさびしさ』（原題：The Particular Sadness of Lemon Cake ）
- マット・ヘイグ The Radleys
- アルデン・ベル The Reapers Are the Angels
- エマ・ドナヒュー 『部屋』（原題：Room ）
- ヘレン・グラント The Vanishing of Katharina Linden

2012年
- レイチェル・デウォスキン Big Girl Small
- ジョー・アン・ビアード In Zanesville
- デイヴィッド・レヴィサン The Lover's Dictionary
- ブルック・ハウザー The New Kids: Big Dreams and Brave Journeys at a High School for Immigrant Teens
- エリン・モーゲンスターン 『夜のサーカス』（原題：The Night Circus ）
- アーネスト・クライン 『ゲームウォーズ』（原題：Ready Player One ）
- ダニエル・H・ウィルソン 『ロボポカリプス』（原題：Robopocalypse ）
- ジェスミン・ウォード 『骨を引き上げろ』（原題：Salvage the Bones ）
- キャロライン・プレストン The Scrapbook of Frankie Pratt: A Novel in Pictures
- ローランド・メルーロ The Talk-Funny Girl

2013年
- デイヴィッド・ジマーマン Caring is Creepy
- トゥペロ・ハスマン Girlchild
- リチャード・ロス Juvenile in Justice
- ロビン・スローン 『ペナンブラ氏の24時間書店』（原題：Mr. Penumbra's 24-Hour Bookstore ）
- デルフ・バックデルフ My Friend Dahmer
- クリス・バラード One Shot at Forever
- ジュリアナ・バゴット Pure
- ルイーズ・アードリック The Round House
- キャロル・リフカ・ブラント Tell The Wolves I'm Home
- マリア・センプル Where'd You Go, Bernadette?

2014年
- マーク・スロウカ Brewster
- リサ・オドネル 『神様も知らないこと』（原題：The Death of Bees ）
- アビゲイル・タルッテリン Golden Boy
- ジョン・サールズ Help for the Haunted
- マックス・バリー Lexicon: A Novel
- ウェズリー・チュー Lives of Tao
- コレン・ザイルカス Mother, Mother
- ルーシー・ニズリー Relish: My Life in the Kitchen
- カジャ・ミレー The Sea of Tranquility
- ギャヴィン・エクステンス The Universe Versus Alex Woods

### 2015年 - 2019年
2015年
- アンソニー・ドーア 『すべての見えない光』（原題：All the Light We Cannot See ）
- ケイト・ラクーリア Bellweather Rhapsody
- ジェームズ・A・レヴィン Bingo's Run
- 湊かなえ 『告白』（英題：Confessions ）
- セレステ・イング 『秘密にしていたこと』（原題：Everything I Never Told You）
- ジョン・スコルジー 『ロックイン　―統合捜査―』（原題：Lock In ）
- アンディ・ウィアー 『火星の人』（原題：The Martian ）
- ザック・エブラヒム 『テロリストの息子』（原題：The Terrorist's Son: A Story of Choice ）
- マイクル・コリータ Those Who Wish Me Dead
- ジョン・ダーニエル Wolf in White Van

2016年
- ライアン・ガティス All Involved
- タナハシ・コーツ 『世界と僕のあいだに』（原題：Between the World and Me ）
- カミーユ・デアンジェリス Bones & All
- デイヴィッド・ウォン Futuristic Violence and Fancy Suits
- サラ・ノヴィク Girl at War
- ジョー・アバクロンビー Half the World
- ブランドン・スタントン Humans of New York: Stories
- リズ・スズービア Sacred Heart
- ダン＝エル・パディジャ・ペラルタ Undocumented”: A Dominican Boy’s Odyssey from a Homeless Shelter to the Ivy League
- ケイジャ・パーシネン The Unraveling of Mercy Louis

2017年
- サラ・ベス・ダースト The Queen of Blood
- マヌエル・ゴンザレス The Regional Office is Under Attack!
- ダイアン・ゲレーロ&ミシェル・バーフォード In the Country We Love: My Family Divided
- ハンナ・ハート Buffering: Unshared Tales of a Life Fully Loaded
- ホリー・ジェニングス Arena
- ショーニン・マグワイア『不思議の国の少女たち』Every Heart a Doorway
- ライアン・ノース Romeo and/or Juliet: A Choosable-Path Adventure
- ロブ・ルフス Die Young with Me: A Memoir
- マット・サイモン『たいへんな生きもの――問題を解決するとてつもない進化』（原題：The Wasp that Brainwashed the Caterpillar ）
- スコット・スタンバック The Invisible Life of Ivan Isaenko

2018年
- マーサ・ウェルズ 「システムの危殆」All Systems Red
- ダニエル・H・ウィルソン The Clockwork Dynasty
- ショーニン・マグワイア 『トランクの中に行った双子』（原題：Down Among the Sticks and Bones ）
- イヴ・ユーイング Electric Arches
- メリッサ・フレミング A Hope More Powerful Than the Sea
- ジョーイ・コモー Malagash
- ジェフ・レミア Roughneck
- ジョーダン・ハーパー 『拳銃使いの娘』（原題：She Rides Shotgun ）
- ターシャ・カバナ Things We Have in Common
- キャット・ハワード An Unkindness of Magicians

2019年
- P・ジェリ・クラーク The Black God’s Drums
- メーガン・マクレーン・ウィアー The Book of Essie
- マデリン・ミラー 『キルケ』（原題：Circe）
- タラ・ウエストオーバー Educated: A Memoir
- クレメンタイン・ワマリヤ & エリザベス・ウェイル The Girl Who Smiled Beads: A Story of War and What Comes After
- サム・グラハム＝フェルセン Green
- デイビッド・スモール Home After Dark
- N・K・ジェミシン How Long ’Til Black Future Month?
- ジョナサン・エヴィソン Lawn Boy
- ナオミ・ノヴィク 『銀をつむぐ者』（原題：Spinning Silver ）

### 2020年 - 2024年
2020年
- チャーリー・フレッチャー（C. A. Fletcher名義） A Boy and His Dog at the End of the World
- Temi Oh Do You Dream of Terra-Two?
- Angie Cruz Dominicana
- マイア・コベイブ Gender Queer: A Memoir　
- Sara Quin, Tegan Quin共著 High School
- AJ Dungo In Waves
- ショーニン・マグワイア Middlegame
- コルソン・ホワイトヘッド 『ニッケル・ボーイズ』（原題：The Nickel Boys ）
- ケイシー・マクイストン 『赤と白とロイヤルブルー』（原題：Red, White & Royal Blue ）
- リサ・ラッツ The Swallows

2021年
- レベッカ・ローンホース Black Sun
- T・J・クルーン 『セルリアンブルー　海が見える家』（原題：The House in the Cerulean Sea ）
- コリン・オブラディ The Impossible First: From Fire to Ice - Crossing Antarctica Alone
- Derf Backderf Kent State: Four Dead in Ohio
- Gretchen Anthony The Kids Are Gonna Ask
- Stephen Graham Jones The Only Good Indians
- エミリー・M. ダンフォース Plain Bad Heroines
- トチ・オニェブチ Riot Baby
- Allie Brosh Solutions and Other Problems
- Quan Barry We Ride Upon Sticks

2022年
- マリアンヌ・クローニン 『レニーとマーゴで100歳』（原題：The 100 Years of Lenni and Margot ）
- Kareem Rosser Crossing the Line: A Fearless Team of Brothers and the Sport That Changed Their Lives Forever
- Will Leitch How Lucky
- T.L. Huchu The Library of the Dead
- 青木りか Light from Uncommon Stars
- Rachel Smythe Lore Olympus, Vol. 1
- Heather Walter Malice
- Kate Quinn The Rose Code
- Everina Maxwell Winter’s Orbit
- Genevieve Gornichec The Witch’s Heart

2023年
- Sophie Irwin A Lady’s Guide to Fortune-Hunting
- R. F. Kuang Babel, Or the Necessity of Violence: An Arcane History of the Oxford Translators' Revolution
- ジェネット・マッカーディ『ママが死んで良かった』（原題：I'm Glad My Mom Died ）
- Jarrett Melendez, illus. by Danica Brine Chef's Kiss
- Sara Nović True Biz
- Jamila Rowser, illus. by Robyn Smith	Wash Day Diaries
- ジョン・スコルジー The Kaiju Preservation Society
- James Spooner The High Desert: Black. Punk. Nowhere.
- Sue Lynn Tan Daughter of the Moon Goddess
- Javier Zamora Solito: A Memoir